# El arte de ser feliz
Eudemonología o el arte de ser feliz, explicado en 50 reglas para la vida  (Die Kunst, Glücklich Zu Sein Oder, Eudämonologie, en el original alemán) es el título de una serie de artículos que escribió el filósofo alemán Arthur Schopenhauer (1788-1860), recopilados y posteriormente publicados. A diferencia de El arte de tener razón, que ya en forma manuscrita aparece como una pequeña obra acabada, El arte de ser feliz nunca fue terminada y quedó en su forma más básica: 50 reglas para la vida de las que se compone se redactaron en diversos momentos y se encuentran dispersas en los distintos volúmenes y carpetas del filósofo alemán. 

## Contexto histórico
Durante el tiempo en que residía en Berlín hasta su huida de la capital prusiana por la amenaza de una epidemia, Schopenhauer gustaba dedicarse a la redacción de pequeños tratados, al parecer, como textos para su uso personal sin el propósito de darlos a conocer de forma impresa. El más conocido fue la llamada Dialéctica o El arte de tener razón que fue publicado posteriormente. 
Ciertas motivaciones personales de Schopenhauer concibieron la idea de reglas máximas para la vida. Ciertamente bajo la presión y las decepciones de sus primeros años en Berlín, el filósofo se dedicó con especial intensidad al problema de la sabiduría de la vida con fines prácticos. El mundo como voluntad y representación en un principio no tuvo éxito. El intento de una carrera académica fracasó en su primer intento por su obstinado enfrentamiento con Hegel y con la filosofía universitaria de su tiempo. De ahí la necesidad de emplear consejos y ayudas, recomendados por la sabiduría de la vida, para suavizar el sufrimiento y la infelicidad experimentados personalmente. Por estas razones Schopenhauer comenzó a apuntar con cierta regularidad sentencias, máximas, apotegmas y reglas para la vida de pensadores y escritores en un cuaderno con la finalidad de aprovecharlas más adelante para sí mismo y en la redacción de sus posteriores obras.
Una de las lecturas que probablemente influyeron en el propósito de concebir un arte de la felicidad en forma de catálogo de reglas fue el Oráculo manual y arte de prudencia de Baltazar Gracián. La visión del mundo del jesuita español era tan parecida a la de Schopenhauer, que este, a cada paso de la lectura del Oráculo manual, encontraba confirmaciones de su manera de pensar y de vivir. Ambos se sostenían y vivían sobre la base de un pesimismo sin ilusiones y una sabiduría de la vida a partir de las cuales formulaban consejos con los que orientaban a un mejor dominio de la vida.

## Contenido
En la filosofía pesimista de Schopenhauer concibe la idea de felicidad como una meta inalcanzable para los seres humanos e incluso el mismo concepto de felicidad, aplicado a la vida humana, no es más que un eufemismo dentro de la perspectiva de su metafísica pesimista. Inclusive, al final de su Eudemonología, declara: 

La definición de una existencia feliz seria: una que, vista de una manera puramente objetiva o según un razonamiento frío y maduro, seria decididamente preferible a la no existencia… nos sentimos apegados por ella y por ella misma; pero no solo por temor a la muerte; y de esto se sigue, a su vez, que quisiéramos que fuese de duración infinita. Si la vida humana corresponde al concepto de semejante existencia es una pregunta a la que mi filosofía responde negativamente... sin embargo, presupone sin más su afirmación
(Arthur Schopenhauer, en El arte de ser feliz, 1998)

A partir de la convicción pesimista de que la vida de los seres humanos oscila entre el dolor y el aburrimiento y que, en consecuencia, este mundo no es otra cosa que un valle de lágrimas, Schopenhauer se vale del ingenio humano y la prudencia práctica para encontrar reglas de conducta y de vida que nos ayuden a evitar las penurias y golpes del destino, con la esperanza de que, si bien la felicidad absoluta es inalcanzable, podamos llegar a esa felicidad relativa que consiste en la ausencia de dolor. 
Además de la edición en español, el libro contiene los textos originales de Arthur Schopenhauer respetando la grafía y los modismos propios del autor y de su siglo.